# Misawa (Aomori)
Misawa (三沢市 Misawa-shi?) es una ciudad localizada en la prefectura de Aomori, Japón. En junio de 2019 tenía una población estimada de 38.877 habitantes y una densidad de población de 324 personas por km². Su área total es de 119,87 km².

## Geografía

### Localidades circundantes
- Prefectura de Aomori
  - Oirase
  - Rokkasho
  - Rokunohe
  - Tōhoku

## Demografía
Según los datos del censo japonés, esta es la población de Misawa en los últimos años.
| 1995   | 2000   | 2005   | 2010   | 2015   |
| ------ | ------ | ------ | ------ | ------ |
| 41.605 | 42.495 | 42.425 | 41.258 | 40.196 |

## Relaciones internacionales

### Ciudades hermanadas
- Wenatchee, Estados Unidos – desde el 4 de octubre de 1981
- East Wenatchee, Estados Unidos – desde el 23 de agosto de 2001